# 郭思 (作家)
郭思（Michèle Causse，1936年7月29日—2010年7月29日）是一位法國女同性戀作家，後來移民到加拿大，因於生日當天實行安樂死著名。郭思自55歲起患上脊椎壓迫性骨折，以致行動不便，因此於2002年申請安樂死，最終於2010年得到瑞士一個協助安樂死的機構死亡尊嚴的協助於生日當天實行安樂死。

## 早期生活
郭思出生于法国洛特市的马特尔地区。后来她在突尼斯任教，又在罗马生活了十年，在那里学习汉语。此后，她搬到了马提尼克岛，然后又搬到了美国，最后又移居加拿大。

## 理论
加拿大学者克莱夫·汤普森将考斯称为“激进女同性恋文本的作家”。[ 6 ]在她的作品中，她对异性恋持批评态度，指出“只要一个女人想取悦一个男人，她就是不真实的……她没有正直，没有因不想取悦男人而带来的清廉”。请。”
郭思还批评了妇女运动和同性恋运动的概念，她说：“我不是女权主义者，我不是同性恋，我是激进的女同性恋。”她相信“妇女运动是由每个国家的女同性恋者维持的；这是一场女同性恋运动，是彻头彻尾的女同性恋运动。”她还批评父权制对女同性恋者的影响，声称女同性恋者在 20 世纪 80 年代被男性同性恋运动“阳具化”。

## 翻译
郭思在法语、英语和意大利语之间进行翻译，并且精通这三种语言。她翻译的作品包括赫尔曼·梅尔维尔、格特鲁德·斯坦、蒂-格雷斯·阿特金森、杜纳·巴恩斯、简·鲍尔斯、威拉·凯瑟、玛丽·戴利、伊格纳齐奥·西隆和爱丽丝·门罗的文本。